# 金子忠昭
金子 忠昭（かねこ ただあき）は、日本の工学者。

## 略歴
長野県諏訪市出身。長野県諏訪清陵高等学校を経て、1986年国際基督教大学卒業。1991年大阪大学大学院学位取得。新技術事業団（現・新技術開発事業団）・日英国際共同研究研究員としてインペリアル・カレッジ・ロンドンに在籍。マックス・プランク物理学研究所研究員を経て、1997年関西学院大学理工学部物理学科助教授。2003年同大学同学部教授。2015年同大学同学部先進エネルギーナノ工学科教授。2021年同大学工学部教授。